# Posições no futebol americano

Posições do futebol americano.

No futebol americano, bem como na maioria dos esportes coletivos, cada atleta tem uma posição marcada, e deve se situar nela para o bom desempenho da equipe.
Os nomes para cada posição são escritos em inglês, com traduções em português incluídas, quando possível. Também são incluídos quais números cada posição pode usar na camisa pelas regras da National Football League (números por posição são similares em outras ligas como futebol universitário americano e no futebol canadense).  

## Posições ofensivas
Por regra, todas as formações do ataque tem que ter sete jogadores posicionados na linha de scrimagge. Os dois jogadores no fim da linha (que seriam um Tight End ou Wide receiver) e atrás da linha temos os outros jogadores que não podem ficar na linha e são considerados como "elegíveis". Os cinco no centro da linha não podem receber lançamentos (inelegíveis), e são considerados parte da "Linha Ofensiva" (composta um Center, dois Guards, e dois Tackles).
O número de cada posição no campo durante cada jogada é definida pela formação, que teria vários nomes como "I", "Pro-T", "Shotgun", "Single-Back", etc.  

Formação I
Formação Grande I
Formação Pro
Formação Shotgun
Formação Singleback
Formação Flexbone
Formação Unbalanced Flexbone
Formação Wingback
Formação Wishbone

### "Posições de habilidade"

#### Quarterback
"Lançador", "Armador", "QB"; camiseta números 1 - 19 na NFL
O quarterback (lançador) é o cérebro do time. Dita as táticas (tipicamente escolhidas pelo técnico) durante o huddle (aquela reunião que todos fazem abaixados antes de começar a jogada). Antes do início da jogada, ele também pode gritar os audibles (os códigos utilizados para mudar as jogadas anteriormente combinadas). No começo da jogada, ele será posicionado atrás do Center (Centro) para receber a bola. Durante a jogada, ele pode dar a bola a um Running Back, lançar a bola, ou carregar a bola.

#### Running Back
"Corredor", "HB", "FB"; camisa 20 - 49 na NFL
Os Running Backs se posicionam atrás do Quarterback ou, às vezes, atrás e um pouco ao lado, no início de cada jogada. Tem dois tipos principais de corredores, o "Halfback" e o "Fullback". Em formações com só um corredor, este sempre seria um Halfback. O Halfback carrega a bola na maioria das jogadas de correr, e tem que ter uma combinação de velocidade, atletismo, e força. O Fullback não tem que ser tão veloz, mas deve ter bastante força porque é o principal responsável para bloquear para o Halfback.  Nas jogadas de lance, os Running Backs podem bloquear protegendo o Quarterback, ou se deslocarem para receber passes.

#### Receiver
"Recebedor", "WR"; camiseta números 10 - 19, 80 - 89 na NFL
Wide Receivers (Recebedores) são jogadores rápidos que se deslocam em rotas curtas e longas para receber ou corrigir passes.

#### Tight End
"Ponta de Linha", "TE"; camiseta números 40-49 e 80 - 89 na NFL
Jogador da linha Ofensiva que pode sair para receber passes, ou ficar para proteger e segurar a linha defensiva. Tem que ter uma mistura de bastante força e agilidade, sem contar a habilidade necessária para receber os passes.

### Linha ofensiva

#### Center
"Centro", "C"; camiseta numeros 50 - 79 na NFL
O jogador no meio será o Center, que começa cada jogada passando a bola por dentro de suas pernas para o quarterback. O center é o cérebro da linha ofensiva, e antes da jogada tem a responsabilidade de analisar a defesa e fazer ajustes no esquema de bloqueio da linha ofensiva.

#### Offensive Guards Left/Right
"Guards", "OG" ou "G" - números 60 - 79 na NFL, podendo também ser usados os números de 50 - 59, que é o caso de jogadores do Denver Broncos e outro do Kansas City Chiefs.
O Guard faz a proteção do QuarterBack, ele fica entre o Center e os Tackles, ele tenta impedir que os DT invadam e o Quarterback leve Sack (Ser sacado).

#### Tackle, Left/Right
"Pilares", "LT/RT"; camiseta numeros 60 - 79 na NFL 
No fim da linha estão os "Tackles". O Tackle Esquerda (LT) será considerado talvez a posição mais importante da linha ofensiva, por ter a responsabilidade durante jogadas de lance, a função de proteger o lado de que o QB esta virado de costas (lado cego).

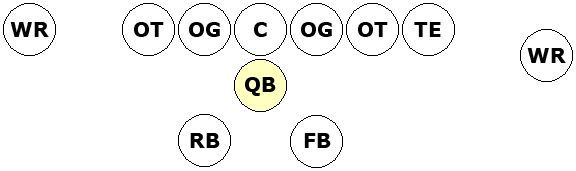
Quarterback
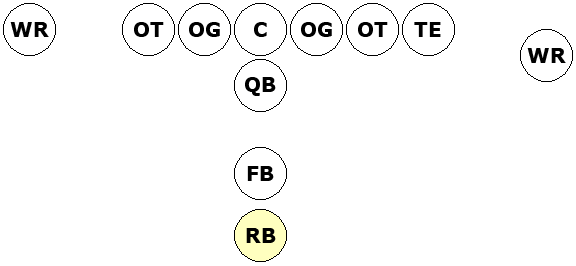
Running Back
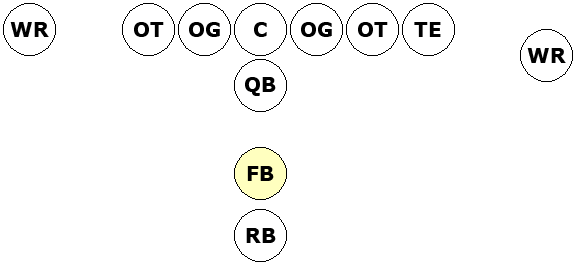
Fullback
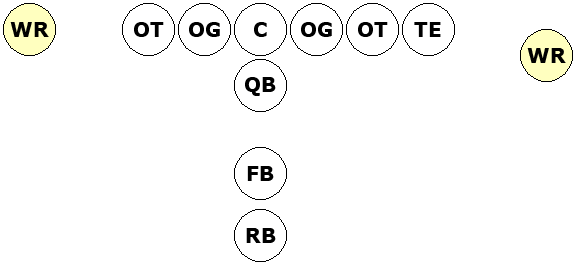
Wide Receiver
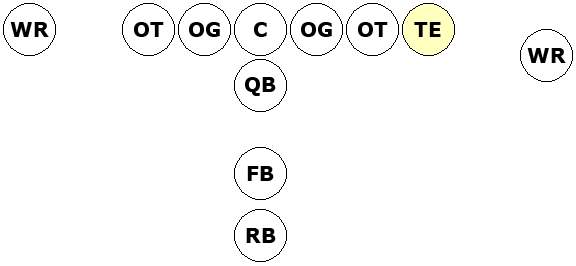
Tight End
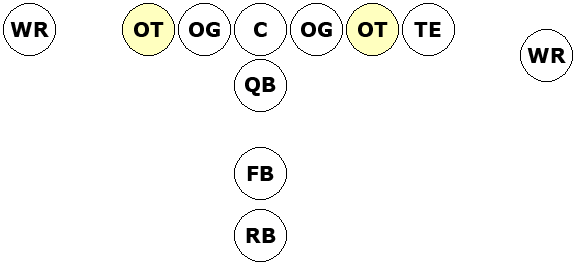
Offensive Tackle
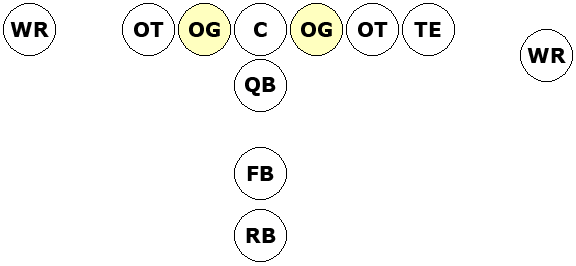
Offensive Guard
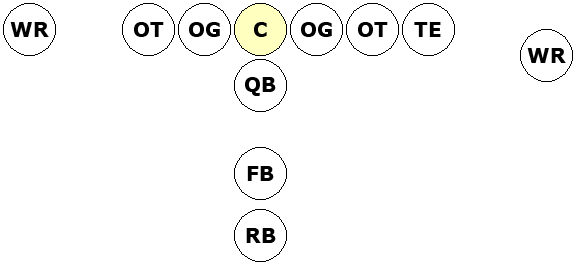

## Posições defensivas

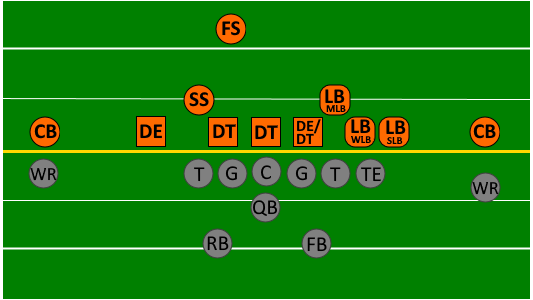
Uma formação defensiva 4-3 (formada por três jogadores de linha e quatro linebackers.

A defesa não tem limitações sobre número de jogadores na linha de scrimmage. A formação típica composta de quatro na linha defensiva, três linebackers (que seria chamado "4-3"; três jogadores  na Defensive Line mais quatro Linebackers (é também muito comum e é chamado "3-4") e mais quatro Defensive Backs.
Além dos esquemas de 7 jogadores na frente e mais 4 por trás, há vários outros esquemas utilizados, principalmente em situações específicas. Contra um ataque de corrida muito forte, o Strong Safety se posiciona perto da linha de scrimmage e atua como um Linebacker. Em um esquema 3-4, os Outside Linebackers podem se posicionar cercando a linha de scrimmage fazendo um esquema muito similar a um 5-2.  Em situações onde há uma jogada de lançamento, os Linebackers são substituídos para adicionar jogadores na Secundária, resultando em formações de "Nickel" (cinco DB's), "Dime" (seis DB's), e até "Quarter" (sete DB's).   

### Linha defensiva

#### Defensive End
"Ponta Defensivo", "DE, LE, RE"; camiseta números 60 - 79, 90 - 99 no NFL
A linha defensiva é tipicamente composta por 3 ou 4 jogadores; 2 no lado são chamado "defensive ends".  Todos pressionam a linha de ataque, impedindo corridas e tentando derrubar o quarterback. Comparados com os Defensive Tackles, os Defensive Ends são tipicamente um pouco menores e mais rápidos.

#### Defensive Tackle
"Defensor Maior", "DT, NT"; camiseta números 60 - 79, 90 - 99 na NFL
A linha defensiva é tipicamente composta por 3 ou 4 jogadores; os no meio da linha são chamado "nose tackle".  Todos pressionam a linha de ataque, impedindo corridas e tentando derrubar o quarterback.  Defensive Tackles são os maiores jogadores da defesa.

### Linebackers

#### Middle/Inside Linebackers
"Volantes", "MLB, ILB, RILB, LILB"; camiseta números 50 - 59, 90 - 99 na NFL
Atrás do Defensive Line seria o LB, que defende igualmente entre lances e corridas. O Linebacker no centro se chama o "Middle Linebacker" ou “Inside Linebacker”, e tem um maior responsabilidade de derrubar os corredores parando pelo centro do campo (já que a linha ofensiva tem vantagem em número de jogadores sobre a linha defensiva).

#### Outside Linebackers
"Apoiadores", "OLB, ROLB, LOLB"; camiseta números 50 - 59, 90 - 99 na NFL
Atrás do Defensive Line (linebackers) se localizam os Outside Linebackers ou "secundarios", que defendem igualmente lances e corridas. Os dois de fora são chamados "Outside Linebacker". O outside linebacker da esquerda (na visão do quarterback) tipicamente tem uma maior responsabilidade de derrubar o quarterback, já que está posicionado ao lado das costas de um quarterback se preparando para lançar a bola. O LB no centro se chama o "Middle LB" ou "Inside LB", e tem uma maior responsabilidade de derrubar os corredores os parando pelo centro do campo (já que a linha ofensiva tem vantagem de números sobre a linha defensiva).

### Defensive Backs

#### Cornerbacks
"Laterais", "CB"; camiseta números 20 - 49 na NFL
Aos lados, posicionados diretamente à frente dos Wide Receivers, ficam os Cornerbacks, que têm de marcá-los. Precisa-se de muita velocidade e atletismo nesta posição para marcar os jogadores mais rápidos do ataque e, quando possível, interceptar a bola durante um passe ao WR e passar ao seu time a oportunidade de atacar.

#### Safeties
"Líberos", "Seguranças", "S", "FS", "SS"; camiseta números 20 - 49 na NFL
No centro e por trás da defesa são os "Safeties" - Strong e Free - que atuam como últimos homens do campo. Eles tem que ajudar os Cornerbacks na marcação, marcar quaisquer jogadores ofensivos ainda livres, e (principalmente o Strong Safety), ajudar derrubar os Tight ends e running backs.

## Especialistas

### Kicker/Punter
"Artilheiro", "chutador", "K", "P"; camiseta números 1 - 19 na NFL
As posições mais especializadas no campo seriam o "kicker" (que faz o field goal e kickoff), o "Punter", que faz o chute de devolução (Punt) normalmente na quarta descida ou quando o time de ataque sofre um "safety" (quando o jogador ofensivo com a bola é derrubado na sua própria End Zone).